# Craig Groeschel
Craig Groeschel (ur. 2 grudnia 1967 w Houston, Teksas) – teleewangelista, założyciel i starszy pastor kościoła "LifeChurch.tv", pisarz.
W 1991 roku został pastorem w Zjednoczonym Kościele Metodystycznym. Uczęszczał do Phillips Theological Seminary. W 1996 roku wraz z grupą przyjaciół założył w garażu Life Covenant Church. Groeschel powiedział później w wywiadzie dla Business Week, że rozpoczął od badania rynku chrześcijan niepraktykujących i zaprojektował swój kościół w odpowiednio do wyników uzyskanych w tych badaniach. Nietradycyjny styl Groeschela okazał się sukcesem, a liczba uczestników spotkań w kościele szybko wzrastała. W grudniu 2009 roku Live Church stał się drugim pod względem wielkości megakościołem w USA.